# Гаммельсдорф
Га́ммельсдорф (нем. Gammelsdorf) — община в Германии, в земле Бавария.
Подчиняется административному округу Верхняя Бавария. Входит в состав района Фрайзинг. Население составляет 1578 человек (на 31 декабря 2010 года). Занимает площадь 21,63 км².